# İnönü (district)
İnönü is een Turks district in de provincie Eskişehir en telt 7.583 inwoners (2007). Het district heeft een oppervlakte van 341,0 km². Hoofdplaats is İnönü.
De bevolkingsontwikkeling van het district is weergegeven in onderstaande tabel.
| 1997  | 2000  | 2007  |
| ----- | ----- | ----- |
| 8.761 | 9.331 | 7.583 |